# Крива Руда (Градизька селищна громада)
Кри́ва Руда́ — село в Україні, у Градизькій селищній громаді Кременчуцького району Полтавської області. У навколишніх селах часто вживається розмовна назва - Галаганівка. Населення становить 1 особу. Фактично, постійне населення відсутнє принаймі з 2002р.

## Географія
Розташоване за 61 км м. Глобине.
Село Крива Руда лежить на правому березі річки Крива Руда в місці впадання її в систему лиманів Кременчуцького водосховища. На відстані 1 км розташовані села Святилівка і Проценки.
Площа населеного пункту — 14 га.

## Населення
Населення станом на 1 січня 2010 року — 1 громадянин. Кількість дворів — 1.
- 1986 — 20
- 2010 — 1 (фактично відсутнє принаймі з 2002р.)

## Транспорт
Біля села проходить траса національного значення Н08 Бориспіль—Кременчук—Дніпро—Запоріжжя

## Інфраструктура
На території с. Крива Руда розташована автозаправка (на 2023р. - не діюча і частково розграбована).